# 프랭크 레이처
프랭크 레이처(Frank Reicher, 1875년 12월 2일 ~ 1965년 1월 19일)는 독일의 영화 감독, 각본가, 연극 배우, 영화배우, 영화 프로듀서이다.

## 영화
- 슈퍼맨과 모울맨 (1951년)
- 삼손과 데릴라 (1949년)
- 송 오브 러브 (1947년)
- 월터의 비밀 인생 (1947년)
- 살인광 시대 (1947년)
- 샤도우 리턴즈 (1946년)
- 베니를 위한 훈장 (1945년)
- 미이라의 유령 (1944년)
- 프랑켄슈타인의 집 (1944년)
- 나잇 몬스터 (1942년)
- 미이라의 무덤 (1942년)
- 아이 매리드 언 엔젤 (1942년)
- 더 페이스 비하인드 더 마스크 (1941년)
- 닥터 사이클롭스 (1940년)
- 우먼 닥터 (1939년)
- 네버 세이 다이 (1939년)
- 에브리씽 해펀즈 앳 나잇 (1939년)
- 니노치카 (1939년)
- 수에즈 (1938년)
- 더 그레이트 오맬리 (1937년)
- 하이디 (1937년)
- 에밀 졸라의 생애 (1937년)
- 안소니 에드버즈 (1936년)
- 과학자의 길 (1936년)
- 하이, 넬리! (1934년) - 네이트 나단 역
- 킹콩의 아들 (1933년) - 잉글혼 역
- 킹콩 (1933년) - Capt. 잉글혼 역
- 래스퓨틴 앤 더 엠프리스 (1932년)
- 마타 하리 (1932년)
- 신사의 운명 (1931년)
- 어 레이디스 모랄스 (1930년)
- 네 아들 (1928년)
- 울프 선장 (1920년)